# Віра (озеро)
Віра — озеро в Святошинському районі міста Києва, на Південній Борщагівці (вулиця Зодчих, 3А), на місці болота в історичному руслі річки Борщагівка, поблизу Кільцевої дороги. Утворене на зламі 1970-х — 1980-х рр., забетоноване по периметру. Довжина з півночі на південь — 200 м.
Фауна: рак, окунь, карась, болотна черепаха.